# Lionel Bertrand
Pour les articles homonymes, voir Bertrand.
Lionel Bertrand, né le 10 mars 1906 à Saint-Jovite et mort le 25 mars 1979 à Saint-Jérôme à l'âge de 73 ans, est un journaliste et homme politique québécois. Il a été député de Terrebonne à la Chambre des communes du Canada de 1940 à 1944 et de 1945 à 1957, puis député de Terrebonne à l'Assemblée législative du Québec et ministre dans le gouvernement Lesage de 1960 à 1964.

## Biographie
Lionel Bertrand est le fils de Théodore-Alphonse Bertrand, forgeron, et d'Eugénie Délisle. Il étudie au Séminaire de Sainte-Thérèse.  De 1926 à 1936, il est fonctionnaire au ministère de la Voirie. De 1927 à 1936, il est rédacteur à L'Avenir du Nord, de Saint-Jérôme, journal dirigé par Jules-Édouard Prévost. En 1937, Lionel Bertrand fonde, à Sainte-Thérèse, La Voix des Mille-Isles, hebdomadaire qu'il dirige jusqu'en 1978. Il est secrétaire de circonscription du député Athanase David.

### Député fédéral
Il est élu député libéral indépendant à la Chambre des Communes dans la circonscription fédérale de Terrebonne lors de l'élection fédérale générale de 1940. Il démissionne en 1944, pour se présenter comme candidat du Parti libéral du Québec dans la circonscription provinciale de Terrebonne à l'élection générale québécoise de 1944, mais il y est défait par l'unioniste Joseph-Léonard Blanchard. Bertrand est de retour en politique fédérale et est élu à titre de candidat officiel du Parti libéral du Canada à l'élection fédérale générale de 1945 et réélu à l'élection générale de 1949 et à celle de 1953. Il ne se représente pas à l'élection de 1957.

### Député et ministre provincial
Il est élu député libéral de Terrebonne à l'Assemblée législative du Québec lors de l'élection générale québécoise de 1960, lors de laquelle le Parti libéral accède au pouvoir. Il devient alors membre du gouvernement Lesage en tant que Secrétaire de la province, poste qu'il occupe du 5 juillet 1960 au 3 avril 1963. Il est réélu député de Terrebonne lors de l'élection générale de 1962. Il est ministre du Tourisme, de la Chasse et de la Pêche du 3 avril 1963 au 25 novembre 1964. Le 25 novembre 1964, il démissionne comme député et ministre lorsqu'il est nommé membre du Conseil législatif du Québec dans la division de Mille-Isles. Il occupa ce dernier poste jusqu'à l'abolition du Conseil législatif en 1968.
De 1958 à 1968, il est commissaire d'école et en 1959 et 1960 il est président de la Commission scolaire de Sainte-Thérèse.
Il a publié ses mémoires dans deux livres : Mémoires : choses vues, entendues et vécues en politiques : de 1906-1958, Éditions du Jour, Montréal, 1972, 290 p., et Quarante ans de souvenirs politiques, Éditions L. Bertrand, Sainte-Thérèse de Blainville, vers 1976, 751 p.